# Yıldırım (Bursa)

Lage von Yıldırım innerhalb von Bursa

Yıldırım ist eine Stadt im gleichnamigen Landkreis der türkischen Provinz Bursa und gleichzeitig ein Stadtbezirk der 1986 geschaffenen Büyükşehir belediyesi Bursa (Großstadtgemeinde/Metropolprovinz).
Der Landkreis liegt im Zentrum der Provinz. Er grenzt im Westen an Osmangazi und Nilüfer, im Norden an Gürsu und im Osten an Kestel. Durch den Kreis verläuft die E 90, die die Großstadt Bursa von West nach Ost durchquert und von Çanakkale kommend nach Ankara führt.
Seit einer Gebietsreform 2013 ist der Ilçe (Landkreis) flächen- und einwohnermäßig identisch mit der Kreisstadt. Die 69 Mahalles (Stadtteile) der Kreisstadt (Ilçe merkezi) blieben erhalten, zusätzlich wurden die vier Dörfer (Köy) in Mahalles umgewandelt. Somit stieg die Anzahl der Mahalles für diesen Ilçe auf 73. Im Laufe der Zeit reduzierte sich durch Auflösung und Verschmelzung die Zahl der Mahalles auf 69.

## Persönlichkeiten
- İlhan Depe (* 1992), türkischer Fußballspieler
- Zeki Çelik (* 1997), türkischer Fußballspieler
- Ali Akman (* 2002), Fußballspieler
- Furkan Akyüz (* 2005), Fußballtorhüter